# 喪鐘 (漫畫)
喪鐘是一名DC漫畫旗下的虛構超級反派，有時作為反英雄的身分登場；由馬夫·沃爾夫曼與喬治·佩雷斯創作，首次登場於《新少年泰坦》（第一卷）#2（1980年12月）。該角最初名為終結者喪鐘（英語：Deathstroke the Terminator），但因導演詹姆斯·卡麥隆所拍攝的《魔鬼終結者》系列電影的影響而改為現名。
喪鐘被《Wizard》雜誌評為是84位最大的惡棍第72名；2009年時，在IGN的所有最偉大的漫畫書惡棍中名列32。此外，漫威宇宙的死侍創作靈感也來自於喪鐘。

## 人物
史萊德·喬瑟夫·威爾森（Slade Joseph Wilson）最初只被稱為「終結者（Terminator）」而已，現今大多被稱作「喪鐘（Deathstroke）」，終結者則成為業界給予的專業頭銜。喪鐘是DC宇宙中的一位雇傭兵和刺客，是一位身手高超的冷血殺手，在DC宇宙中擁有“史上最偉大刺客”與“世上最昂貴刺客”之稱。
喪鐘在得知蝙蝠俠的真實身份後說出了這一句話：「我從不在乎面具底下的是誰，但我很榮幸有你這個死敵」
史萊德·喬瑟夫·威爾森在16歲時謊報年齡，因此年紀輕輕就加入了美國陸軍。當他在韓國工作時，被分配到華盛頓營，在那裡他被晉升為少校軍銜。在1960年代初，他在越南參加訓練時遇到了艾德琳·凱恩（Adeline Kane）隊長，凱恩對於史萊德如何快速適應現代戰爭而感到驚訝，她立刻喜歡上他，而且在看到史萊德強壯無比的身體後便找了私人游擊隊訓練他。在不到一年的時間，史萊德掌握了所有的戰鬥技術，並很快晉升為上校。半年後，史萊德和艾德琳結婚，並懷了他們的第一個孩子。在越南戰爭開始時，史萊德被派往國外。戰爭時他所在的部隊屠殺的一個村莊，不惜自己生命救出SAS成員冬青（Wintergreen），回來後獲得青睞。
後來軍隊給他進行了一項成為超級士兵的秘密實驗，但很快的因為他的朋友冬青被指派了一項自殺任務，喪鐘為了救出冬青違抗了命令，隨後退出了實驗成為一名傭兵。史萊德將自己的職業向家人保密，就算是軍事專家作戰輔導員的妻子也是一樣。
一位名叫豺狼（Jackal）的罪犯挾持著史萊德的小兒子喬瑟夫·威爾森（Joseph Wilson）來威脅史萊德透露誰僱用他作為刺客的名單，在史萊德拒絕後攻擊罪犯，不幸的是，喬瑟夫的喉嚨聲帶被傷害。喬瑟夫出院後，妻子認為是史萊德的錯，激動地持槍射傷了他的右眼。失去右眼後開始配戴眼罩，作為傭兵時則會戴上半黑的面具，但他的體能仍不受影響，雖然只剩下左眼但他的射擊能力依然十分好，甚至與死亡射手不相伯仲。

## 能力
喪鐘因為接受了製造超級士兵的實驗而擁有各種超強化的身體能力，他的力量、敏捷、耐力、智商和反射神經皆為正常人極限的十幾倍，大腦的使用甚至可高達90%，這使得他成為戰術高手，與蝙蝠俠相同會分析曾交戰過的敵人，並且制定出針對性的反制對策，有這樣的能力都歸功於他在軍隊服役多年和打擊各種宇宙通緝犯。
喪鐘的血液內有癒合因子，使他對物理傷害的癒合速度遠遠超過一般正常人，但仍有一定的局限，如他失去的右眼和四肢無法再生。如果受了致命傷，雖然也能恢復，但這會使自己陷入短時間內的瘋狂和嗜血獸性，他曾為了拯救女兒羅絲威爾森的性命而輸血給她，卻導致羅絲復原後發狂毀了自己的左眼，只為了使自己更接近自己的父親。
喪鐘是一個非常強大的對手，憑藉肉搏戰甚至可擊敗蝙蝠俠和夜翼。除此外喪鐘會使用許多武器，包括槍、棍、劍、感應地雷、神經毒氣等各種暗器，漫畫中受雇為光博士的保鏢而幾乎擊垮整個正義聯盟，最後因寡不敵眾漸佔下風而遭到制服，但仍成功掩護光博士離開。
他的盔甲是由網狀編織，能夠抵擋輕武器的射擊，他的衣裝是配備是使用鉕。而在新52中他的盔甲成分改為宇宙合金“N金屬”，是一種能千變萬化的超級合金，由於喪鐘盔甲的N金屬含量較低，所以並不能像其他使用者能自由變化成武器或修補著裝者的外傷，但僅是稍微的含量就足以強化喪鐘的所有能力。
達爾文艾利亞斯博士為閃電俠所打造的"虹吸裝置"幫助閃電俠控制自己的能力，喪鐘在偷得裝置之後，利用其中所儲存的神速力能量來得到接近光速的神速力，並在與華利·威斯特的打鬥中進行光學校正，將閃電能力發揮到極致，並且命名為「聖像裝甲」。

## 出版歷史

《喪鐘》Vol 2 #1漫畫封面（2011年11月）。西門·比士利繪製

喪鐘「終結者」在1980年，最早出現在《新少年泰坦》書本中。他一開始介紹自己為「終結者」，作為傭兵完成進行了合同的條款，但由於他的兒子是Ravager一員，他很快成為了泰坦的主要反對者之一。喪鐘也迅速地成為漫畫迷們一個最喜歡的角色。有時會和泰坦結盟，但大部分的情況還是對前者造成威脅。由於他的知名度的關係，喪鐘在1991年開始有了自己的系列《終結者喪鐘》。在0和41到45話改稱為《喪鐘的獵物》，後來總結下來《喪鐘》共有65話（＃1-60，再加上4個年鑑和＃0）。後出現在《DC宇宙的最後遺囑》的「邪惡面孔」之中，由大衛·海因所寫。海因解釋說：「該系列產品是為未來的故事設置的一部分，所有的人物在這個邪惡系列被選定是為他們的潛力在未來一年的主要參與者」。
該人物因為詹姆斯·卡麥隆的電影《终结者》的緣故，所以史萊德現在簡稱「喪鐘（Deathstroke）」。他的全名最近被引用至《正義聯盟：精英》。

## 版本
該部分同名系列已收集到一個商業平裝書：
- 《Deathstroke the Terminator: Full Cycle》（《Deathstroke the Terminator》#1-5和《New Titans》#70，978-0-930289-82-9）
- 《Deathstroke: The Terminator Vol. 1: Assassins》（《Deathstroke the Terminator》 #1–9和《New Titans》#70 978-1401254285）
- 《Deathstroke: The Terminator Vol. 2: Sympathy For The Devil》 （《Deathstroke the Terminator》 #10–13、《Annual》 #1和《Superman》 Vol. 2 #68 978-1401258429）
- 《Deathstroke, the Terminator Vol. 3》 （《Deathstroke the Terminator》#14–20, 978-1401260767）

### 新52
- 《Deathstroke Vol. 1: Legacy》 （《Deathstroke》 Vol. 2 #1–8, 978-1-401234-81-2）
- 《Deathstroke Vol. 2: Lobo Hunt》 （《Deathstroke》Vol. 2 #0, #9–20）
- 《Deathstroke Vol. 1: Gods of War》 （《Deathstroke》 Vol. 3 #1–6 978-1401254711）
- 《Deathstroke Vol. 2: God Killer》 （《Deathstroke》Vol. 3 #7–10、《Annual》 #1和《Sneak Preview from Convergence: Batman: Shadow of the Bat》 #2 978-1401261207）
- 《Deathstroke Vol. 3: Suicide Run》 （《Deathstroke》 Vol. 3 #11–16 978-1401264550）
- 《Deathstroke Vol. 4: Family Business 》（《Deathstroke》 Vol. 3 #17–20和《Annual》 #2 978-1401267940）

### DC宇宙：重生
- 《Deathstroke Vol. 1: The Professional》 （《Deathstroke: Rebirth》 #1和《Deathstroke》Vol. 4 #1–5）
- 《Deathstroke Vol. 2: The Gospel of Slade》 （《Deathstroke》 Vol. 4 #6–11）
- 《Deathstroke Vol. 3: Twilight》 （《Deathstroke》 Vol. 4 #12–18）

## 其他媒體

### 電視劇
- 《Lois & Clark: The New Adventures of Superman》：由小安東尼歐·薩巴托飾演喪鐘，其人物設定和漫畫有些不同，但共同的是，當中他是被稱為喪鐘的國際刺客。
- 《少年悍將》：動畫片。配音員為朗·普爾曼。因為「喪鐘」似乎對兒童來說不太適合，所以在劇中直接稱作「史萊德」。初次登場於第一集「逐一擊破」，是貫穿前兩季劇情的主要反派角色，在當中的他最大的特徵是臉上右黑左棕的面具和機械風格的服裝。被羅賓視為宿敵。
- 綠箭宇宙系列影集，主線出現於《綠箭俠》：由馬努·貝內特飾演。當中他也有一個名為喬一個兒子。但史萊德在第一季並不作為反派，而是劇情第二季的主要敵人。其他版本如下；
  - Bill“ Billy” Wintergreen（由Jeffery C. Robinson飾演）在第一年閃回劇情作為Slade Wilson的前朋友和合夥人出現在ASIS。後來他因背叛而被斯萊德殺死。
  - 格蘭特·威爾遜（由傑米·安德魯·卡特勒（Jamie Andrew Cutler）飾演），並延續了父親的遺產。在《明日傳奇》情節“ Star City 2046”中，他被康納·霍克（Connor Hawke）和年長的奧利弗·昆恩（Oliver Queen）擊敗。格蘭特（Grant）在第8季重新出現，成為死神幫的首領。
  - 喬·威爾遜（由利亞姆·霍爾飾演）首先作為斯萊德的兒子出現在情節“中風歸來”和“應許保留”中，名字叫凱恩·沃爾夫曼。後來他在“ Elseworlds”跨界活動中穿著Deathstroke的西裝。
  - 約翰·迪格格爾（John Diggle Jr.）（由查理·巴尼特（Charlie Barnett）飾演）出現在第七和第八季。在2040年的未來事件中，他接替了格蘭特·威爾遜（Grant Wilson），成為了喪鐘幫的負責人。
- 《少年正義聯盟》：動畫片。首次亮相的配音員為溫特沃思·米勒，第二次現身時則為Fred Tatasciore（英语：Fred Tatasciore）負責[6]。首次登場於第二季，取代運動大師成為光明會的執行者，主要擔任黑蝠鱝的個人保鑣。 第三季取代了忍者大師成為光明會主要成員和暗影聯盟的領導者。
- 《當心蝙蝠俠》：動畫片。配音員為羅賓·阿特金·唐斯（英语：Robin Atkin Downes）。
- 《少年悍將 GO！》：動畫片。以史萊德身分出現，配音員為大衛·凱（英语：David Kaye）。
- 《泰坦》：由埃塞·莫拉雷斯（英语：Esai Morales）飾演，第二季反派。
- 2019年5月，CW電視台預計開發個人動畫劇《Deathstroke: Knights & Dragons》[7]。

### 電影
- 《正義聯盟：兩面夾擊》：動畫電影。配音員為布魯斯·戴維森。在第三地球的他是個左眼配戴單眼罩的美國總統（在第一地球中是右眼戴著眼罩）。因不想危害國家人民而不理會罪惡聯盟的行為，試圖達到平衡。但因而和女兒羅絲不合。
- 《正義聯盟：閃電俠之逆轉》：動畫電影。配音員為朗·普爾曼。片中和雷克斯·路瑟一同上前抵擋水行俠勢力時敗陣，推測已死亡。
- 《蝙蝠俠之子》：動畫電影。配音員為湯瑪斯·吉勃遜。為片中的主要反派[8]。
- 《樂高電影：正義聯盟大戰反正義聯盟（英语：Lego DC Comics Super Heroes: Justice League vs. Bizarro League）》：動畫電影。配音員為約翰·迪馬吉奧。
- 《樂高電影：正義聯盟大戰末日軍團（英语：Lego DC Comics Super Heroes: Justice League: Attack of the Legion of Doom）》：動畫電影。末日軍團的試驗者之一，獨自順利地完成關卡，但被雷克斯·路瑟趕走。
- 《少年悍將：猶大契約（英语：Teen Titans: The Judas Contract）》：動畫電影。配音員為米格爾·費雷爾（英语：Miguel Ferrer）。
- 《忍者蝙蝠俠》：動畫電影。配音員為弗瑞德·塔塔薛瑞（英语：Fred Tatasciore）。穿越至日本戰國時代，以大名身分登場。
- 《電影少年悍將GO！》：動畫電影。以史萊德身分出現，配音員為威爾·阿奈特。
- DC擴展宇宙：由喬·曼格尼洛飾演[9][10]。
  - 《正義聯盟》（2017年）：片尾客串
  - 《查克·史奈德之正義聯盟》（2021年）：片尾客串

### 電子遊戲
- 《真人快打對DC宇宙》[11]：配音員為派翠克·塞茨（英语：Patrick Seitz），扮演者為克里斯·馬修斯。
- 《DC 超級英雄 Online》：配音員為Tracy W. Bush（英语：Tracy W. Bush）。
- 《蝙蝠俠阿卡姆之城：禁閉》：配音員為Larry Grimm。
- 《樂高蝙蝠俠2：DC超級英雄》：出現在3DS版。
- 《超級英雄：武力對決》：配音員為J. G. Hertzler（英语：J. G. Hertzler）[12]。作為可操作的角色之一[13]。
- 《蝙蝠俠：阿卡姆起源》：配音員為馬克·羅爾斯頓[14]。
- 《蝙蝠俠：阿卡漢騎士》：由馬克·羅爾斯頓配音，於支線任務中登場。

## 外部連結
- The Origin of Deathstroke（页面存档备份，存于） at DC Comics.com
- Deathstroke at the DC Database Project
- 漫画书数据库：Deathstroke
- 互联网电影数据库上Deathstroke的资料